# Амиго Вальехо, Карлос
Карлос Амиго Вальехо (исп. Carlos Amigo Vallejo; 23 августа 1934, Медина-де-Риосеко, Кастилия и Леон — 27 апреля 2022[…], Гвадалахара, Кастилия-Ла-Манча) — испанский кардинал, францисканец. Архиепископ Севильи с 22 мая 1982 по 5 ноября 2009 год. Архиепископ Танжера с 17 декабря 1973 по 22 мая 1982 год. Кардинал-священник с титулом церкви Санта-Мария-ди-Монсеррато-дельи-Спаньоли с 21 октября 2003 года.

## Образование
Поступил на медицинский факультет Вальядолидского университета, однако вскоре его оставил и вступил в орден францисканцев. Изучал философию в Риме и психологию в Центральном университете Мадрида.

## Священник
Посвящён в священники 17 августа 1960 года Мигелем Новоа Фуэнте, титулярным епископом Читри и помощником архиепископа Сантьяго-де-Компостела. Затем продолжал обучение в Риме, после окончания которого — на пастырской работе в Мадриде. Профессор философии науки и антропологии в различных образовательных центрах. С 1970 года — провинциал францисканской провинции Сантьяго.

## Архиепископ Танжера
17 декабря 1973 года назначен архиепископом Танжера (Марокко). Рукоположён в сан 28 апреля 1974 года в мадридской церкви San Francisco el Grande архиепископом Толедо кардиналом Марсело Гонсалесом Мартином, помощниками которого выступали архиепископ Сантьяго-де-Компостела Феликс Ромеро Менхибар и бывший архиепископ Танжера Франсиско Альдегунде Доррего, O.F.M. Несколько раз выступал как посредник на переговорах по урегулированию разнообразных конфликтов между странами Магриба (Алжир, Ливия, Марокко, Мавритания, Тунис) и Испанией.

## Архиепископ Севильи и кардинал
22 мая 1982 назначен архиепископом Севильи.
Член Академий Buenas Letras, Medicina and Bellas Artes (Севилья). Награждён высшей наградой Доминиканской Республики орденом al Mérito de los Padres de la Patria Dominicana (февраль 1995 года). Почётный доктор Технологического университета Сибао, Доминиканская республика (февраль 1995 года). Награждён серебряной медалью Республики Панама (сентябрь 2000 года).
Возведён в сан кардинала на консистории 21 октября 2003 года. Кардинал-священник с титулом церкви Санта-Мария-ди-Монсеррато-дельи-Спаньоли.
Участвовал в конклаве 18—19 апреля 2005.
13 ноября 2008 года папа римский Бенедикт XVI назначил Хуана Асеньо Пелегрину, епископа Кордовы коадъютором архиепископа Севильи. Таким образом, он заменит, когда кардинал Амиго Вальехо пошлёт свою отставку папе римском Бенедикту XVI и она будет принята им.
5 ноября 2009 года кардинал Амиго Вальеха покинул пост архиепископа Севильи, его преемником стал Хуан Хосе Асеньо Пелегрина.
3 августа 2014 года кардиналу Карлосу Амиго Вальехо исполнилось восемьдесят лет и он потерял право на участие в Конклавах.